# Danny Trejo
Dan „Danny“ Trejo (* 16. května 1944 Los Angeles, Kalifornie, USA) je americký herec. Je znám svými zápornými rolemi, do kterých je často obsazován. Hlavně proto, že je považován za člověka s nejdrsnějším vzhledem v šoubyznysu. Ve filmech ztvárnil 65 postav, které zemřely, čímž se stal nejčastěji umírajícím hercem. V Česku je znám také z reklamy firmy Mountfield.

## Život
Narodil se roku 1944 v Echo Parku v okrese Los Angeles. Už v mládí začal brát heroin a jiné drogy. Výrazně se zapojoval do kriminality a nechával si říkat gangsterským jménem The Mayor. Brzy byl zatčen a roky 1959 až 1969 strávil v táboře mladistvých delikventů a poté v šesti kalifornských věznicích, mj. ve věznici v San Quentinu. V roce 1985 mu byla díky jeho drsnému vzhledu nabídnuta role ve filmu Splašený vlak, kterou se stal známým. Poté začal hrát významné role v mnoha velkých filmech. Mezi jeho nejznámější filmy patří: Desperado, Od soumraku do úsvitu, Anakonda, Grindhouse: Planeta Teror, Machete a Predátoři.
Vzal si Debbie Shreveovou a s ní má tři děti: Dana, Danielu a Gilverta. V roce 2011 řekl, že je již 42 let čistý. Danny Trejo také otevřel řadu úspěšných restaurací v Los Angeles. Jeho první byl Trejo Tacos (2016), následovaný Trejo's Cantina (2017) a Trejo's Coffee & Donuts (2017).

## Produkce
- 2006 Propensity
- 2005 Nice Guys
- 2002 Nightstalker
- 2000 Věznice

## Filmografie
1990–1973
- Betonová válka
- Drug Wars: The Camarena Story (TV seriál)
- Maniac Cop 2
- Muž s cejchem smrti
- Zbraně
- Klec smrti
- Kriminál
- Pobřežní hlídka (TV seriál)
- Shannon's Deal
- Věci, o kterých se nemluví
- W.B., Blue and the Bean
- Neprůstřelný
- Penitentiary III
- Tajemné zlo
- Touha smrti 4: Tvrdý zákrok
- Splašený vlak
- Projekt A
- Mladí a neklidní

2001–1990
- Alias (TV seriál)
- Bubliňák
- S dětmi na krku (TV seriál)
- Skippy
- Spy Kids: Špioni v akci
- Brothers Garcia, The (TV seriál)
- Cuenta saldada
- Falešná hra
- Od soumraku do úsvitu 3: Katova dcera (video film)
- Policejní okrsek (TV seriál)
- Věznice
- Inferno
- Od soumraku do úsvitu 2 (video film)
- Soundman
- Whiteboys
- Champions
- Point Blank
- Střelci na útěku
- Šest dní, sedm nocí
- Anakonda
- Brooklyn South (TV seriál)
- Con Air

- Dilema
- Los Locos
- Trojská válka
- Jaguár
- Od soumraku do úsvitu
- Tracey Takes On... (TV seriál)
- Cizinka
- Desperado
- Nelítostný souboj
- Znamení smrti
- Anděl s břitvou
- Proti zdi (TV film)
- Victor One
- Akta X (TV seriál)
- Doppelganger
- Láska, podvod a loupež (TV film)
- Mi vida loca
- Policie New York (TV seriál)
- Poslední naděje (TV film)
- Sunset Grill
- Věc cti
- Walker, Texas Ranger (TV seriál)
- 12:01 (TV film)
- Detektiv Nails (TV film)
- Odpadlík (TV seriál)
- Sex Crimes
- Carnal Crimes (video film)
- Děvka
- Femme Fatale
- Lonely Hearts
- Obojek
- Podveden (TV film)
- Reasonable Doubts (TV seriál)

2006–2001
- Danny Roane: First Time Director
- Death Row (TV film)
- Heist (TV seriál)
- Hood of Horror
- Jack's Law
- Krevní pouta (TV seriál)
- Living the Dream
- Nice Guys
- Propensity
- Sedm mumií
- Sherrybaby
- Slayer (TV film)
- Taphephobia
- TV: The Movie
- All Souls Day: Dia de los Muertos
- Camino del diablo, El
- Curse of El Charro, The
- Dreaming on Christmas
- On Screen (TV seriál)
- Sběratelé kostí (TV seriál)
- Stopař duchů
- Tennis, Anyone...?
- Unscripted (TV seriál)
- Venice Underground
- Vrána 4: Pekelný kněz
- Vyvrženci pekla

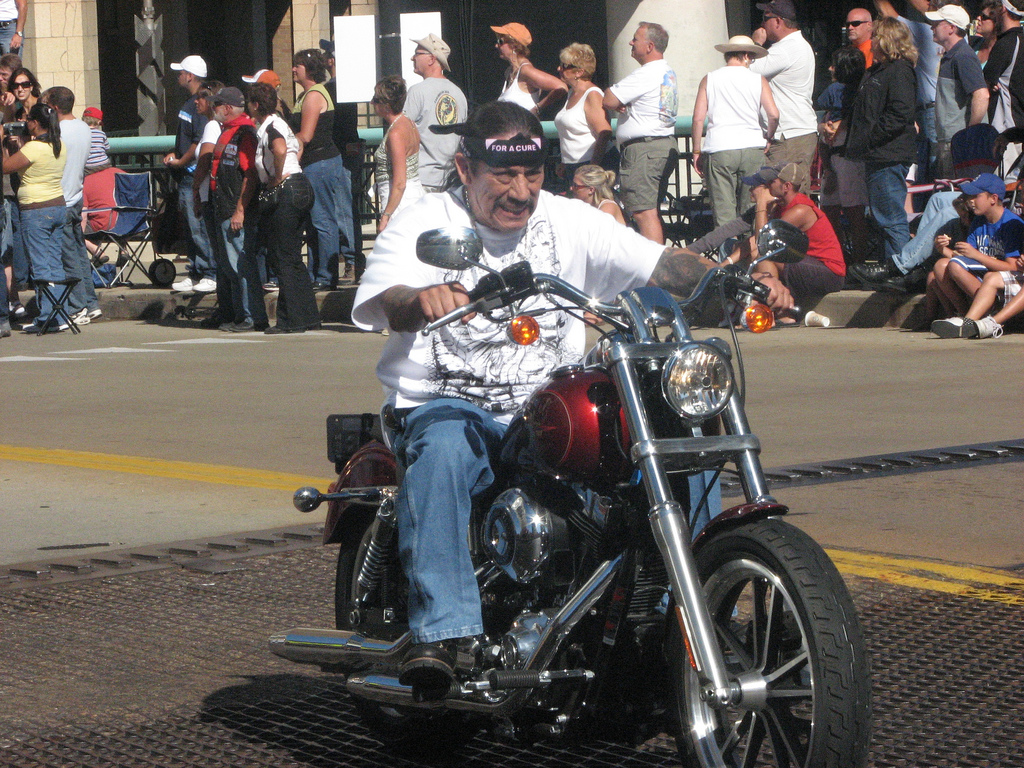
Na přehlídce motocyklů. Firma Harley Davidson podporuje jeho drsný vzhled.

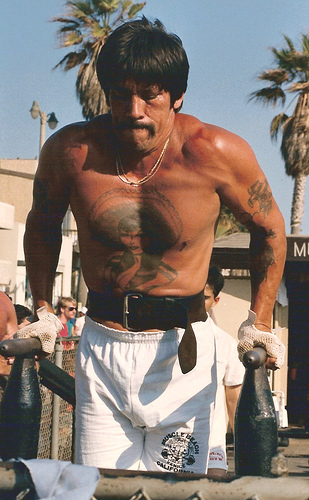

- Hvězdná brána: Atlantida (TV seriál)
- Zoufalé manželky (TV seriál)
- Zprávař: Příběh Rona Burgundyho
- Ztracen
- Big Empty, The
- Double Blade
- Kingpin (TV seriál)
- Spy Kids 3-D: Game Over
- Tenkrát v Mexiku
- Do It for Uncle Manny
- George Lopez (TV seriál)
- Hiding in Walls (video film)
- Hire: Beat the Devil, The
- Můj přítel Monk (TV seriál)
- Nightstalker
- Salton Sea
- Simplicity
- Spy Kids 2: Ostrov Ztracených snů
- xXx
- 13 Moons

2011–2007
- Blacktino
- Černá mamba
- House of the Rising Sun
- Human Factor
- Kříž (video film)
- Muppets, The
- Perfectus
- Poolboy: Drowning Out the Fury
- Recoil
- Skinny Dip
- Spy Kids 4D: Stroj času
- Vengeance
- Very Harold & Kumar Christmas, A
- Violet & Daisy
- Beatdown (video film)
- Bill Collector, The
- Boston Girls
- Devil Inside, The
- Killing Jar, The
- Lazarus Papers, The
- Machete
- Predátoři
- Rallye smrti 2 (video film)
- Shadows in Paradise
- Shoot the Hero
- Silný kalibr
- Six Days in Paradise
- Haunted World of El Superbeasto, The
- Modus Operandi
- Saint John of Las Vegas
- Vzpoura strojů
- Alone in the Dark II (video film)
- Boys of Ghost Town, The
- Fanoušci
- Grind, The
- Hranice
- Chinaman's Chance
- Jake's Corner
- Necessary Evil
- No Sit List, The
- Zákon gangu (TV seriál)
- Perníkový táta (TV seriál)
- Ranchero
- Richard III
- Through the Valley
- Toxic
- Valley of Angels
- Bitva o planetu Terra 3D
- Blue Rose, The
- Delta fór
- Grindhouse: Machete
- Halloween
- Chechták
- On Bloody Sunday
- Výheň
- Zákon ulice (video film)
- Zastánci blahobytu (TV seriál)

Další
- 2014: Machete Kills Again
- 2013: Child's Play, Sin City 2
- 2013: Machete Kills
- 2012: Amelia's 25th, Sushi Girl

## Klipy
- Slayer - Repentless
- Slayer - Pride in Prejudice